# Конец великой расы
«Конец великой расы, или Расовая основа европейской истории» (англ. The Passing of the Great Race: Or, The Racial Basis of European History) — изложение «научного» расизма за авторством американского евгеника, юриста и антрополога-любителя Мэдисона Гранта, опубликованное в 1916 году в США. Книга не вызвала широкого резонанса в первые годы после публикации, несмотря на несколько дополненных переизданий. Ныне книга считается одним из манифестов (ключевых текстов) «научного» расизма.
В книге излагается теория превосходства нордической расы и выдвигаются аргументы в пользу осуществления крупномасштабной евгенической программы, направленной на обеспечение выживания нордической расы. Расовые теории Гранта были отвергнуты в США в 1930-х годах и в Европе после 1945 года.

## Содержание
Книга состоит из двух частей:

### Первая часть
В первой части рассматриваются основы расового вопроса и излагается позиция самого Гранта по современным ему политическим проблемам (евгеника). Краеугольным камнем позиции Гранта являлся рост числа иммигрантов из не-нордической части Европы. По утверждению Гранта американское протестантское общество начала 20-го века, члены которого могли проследить своё происхождение до времён колонизации, оказалось под угрозой со стороны иммигрантов и представителей «качественно худших» рас. Грант рассматривал США, как нордическую страну с населением, образованным нордическими иммигрантами из Англии, Шотландии и Нидерландов, прибывшими в эпоху колонизации, и нордическими же иммигрантами из Ирландии и Германии, прибывшими в более позднее время. По мнению Гранта, некоторые части Европейского континента характеризовались недостаточным развитием и являлись источником иммигрантов, по своим расовым признакам, не соответствовавшим нордической политической системе США. Грант также рассматривал вопрос увеличения числа «чёрных» в городском населении американского Севера.
Грант отмечал, что новые иммигранты принадлежали к другим расам и создавали внутри США отдельные сообщества, включающие в себя этнические лоббистские группы, преступные синдикаты и политические механизмы, подрывавшие общественно-политическую структуру государства, а, следовательно, позиции не только исходного англо-саксонского населения США, но и всей нордической расы. Проанализировав демографические исследования, экономические факторы, положение на рынке труда и т. д., Грант сделал вывод о том, что последствия такого подрыва с очевидностью проявляются в виде снижения уровня жизни и рождаемости, а также в моральном разложении современного ему американского общества. По мнению Гранта, нордические расы в США вымирают, и Америка — в том виде, в котором она была ранее — прекратит своё существование и превратится во фрагментированную страну или в растленную карикатуру на саму себя.

### Вторая часть
Во второй части книги рассматривается история трёх европейских рас: нордической, альпийской и средиземноморской, а также их физиологические и умственные характеристики. В этой части отрывочные воззрения на теорию «арийской» миграции, этнологию, антропологию и историю сливаются в широкий исторический обзор взлёта и падения этих рас, их экспансии со своей исторической родины и отступления назад в её пределы. В этой части книги история Америки связывается с историей Европы, в особенности — с историей её нордических государств.

## Нордическая теория
Грант подробно излагает свои взгляды на вопросы расовой гигиены и мировой «расовой истории». Опирающийся на научные теории генетики и дарвинской эволюции, а также на работы предшествовавших ему евгеников и расовых теоретиков, труд Гранта представляет собой написанное ясным языком обобщение, предназначенное для самой широкой аудитории.
Книга подробно излагает интерпретацию Грантом современной ему антропологии и истории, заключающуюся в их зависимости, главным образом, не от окружающей среды, но от расовой идеи. В частности, Грант пропагандирует идею нордической расы, как основной социальной группы, обеспечивающей развитие человечества — отсюда и подзаголовок книги: «Расовая основа европейской истории». В книге Грант также поддерживает евгенику, выступая сторонником стерилизации «нежелательных» с возможным ее распространением на «те типы, которые могут быть названы слабаками» и «в конечном счете, возможно и на не имеющие никакой ценности расовые типы»:

Жёсткая система отбора посредством устранения слабых телом или здоровьем — другими словами, социально неудовлетворительных субъектов — полностью разрешила бы этот вопрос за одну сотню лет, а также позволила бы нам избавиться от нежелательных элементов, переполняющих наши тюрьмы, больницы и психиатрические лечебницы. Сами такие субъекты могут получать от окружающих питание, образование и защиту на протяжении всей их жизни, но государство, используя стерилизацию, должно обеспечить пресечение их биологических линий, иначе на будущие поколения падет проклятие в виде все увеличивающегося гнета потерявшей всякие ориентиры сентиментальности. Стерилизация — практичное, милосердное и неизбежное решение всей этой проблемы, и она может последовательно применяться ко все более широкому кругу социальных отбросов — начиная во всех случаях с преступников, болезненных и сумасшедших, постепенно переходя к тем типам, которые можно назвать скорее слабаками, чем ущербными, и, в конечном счете, возможно и на не имеющие никакой ценности расовые типы.
К другим основным идеям книги относятся рекомендации Гранта по созданию в рамках системы общественного здравоохранения неправительственных организаций с квази-диктаторскими полномочиями в зоне своей ответственности и с административными правами выселения представителей нежелательных рас в специальные районы проживания. Грант также пишет о том, что рост числа представителей не-нордических расовых типов в нордической системе, основанной на свободе, будет фактически означать рабскую зависимость от желаний, страстей и низменного поведения. Такое растление общества, в свою очередь, приведет к подчинению нордического населения «качественно худшим» расам, которые, в свою очередь, будут приветствовать доминирование и наставления со стороны «высших», использующих авторитарную власть. Результатом этого будет падение исконных нордических рас на дно развращенной и бессильной системы, над которой доминируют менее качественные расы.

### Взгляды Гранта на нордическую теорию

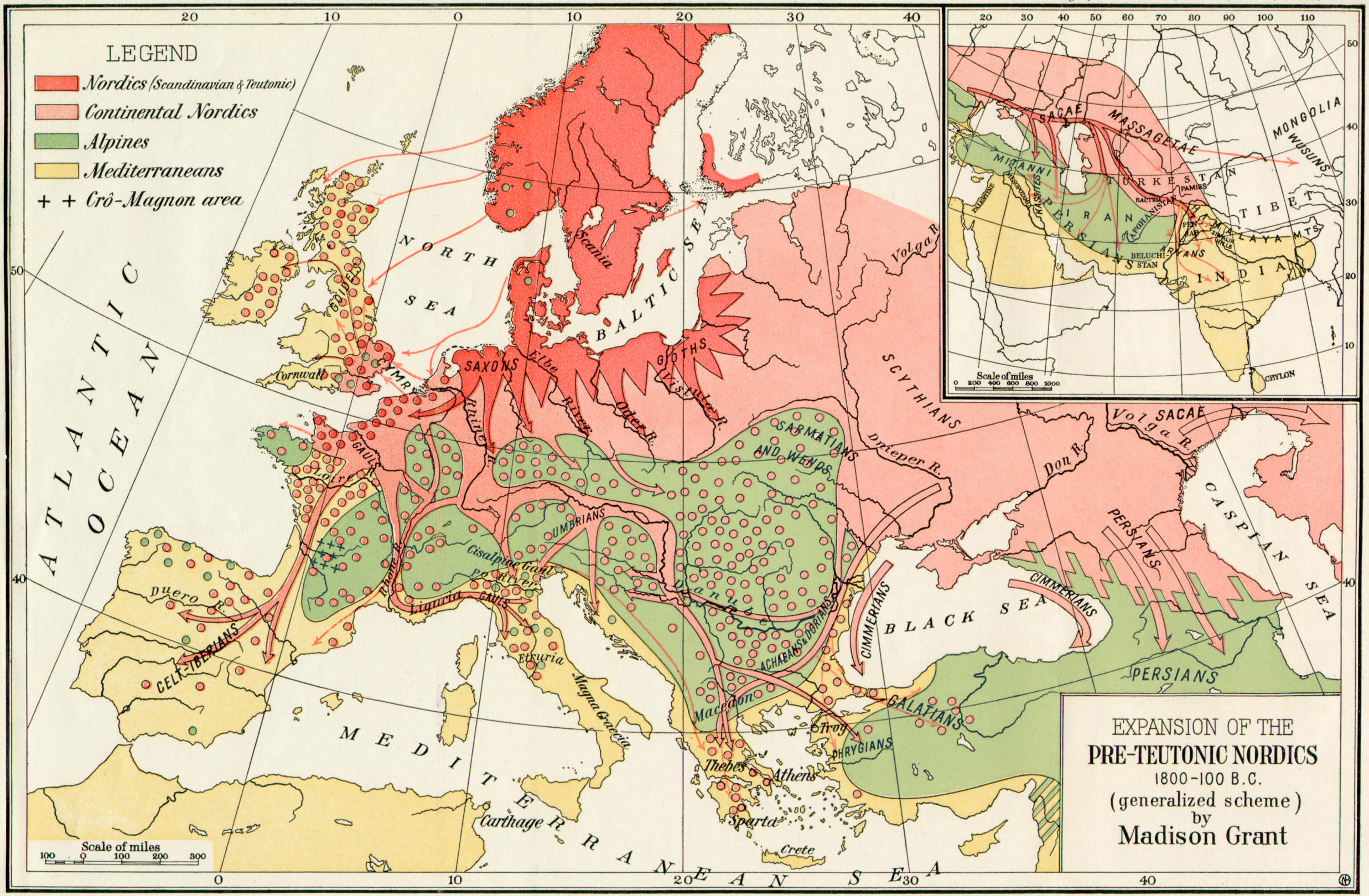
«Экспансия протогерманских нордидов», карта из книги «Конец великой расы»

Нордическая теория в формулировке Гранта была во многом позаимствована из труда Артюра Гобино, опубликованного в 1850-х годах, за исключением того, что в определении рас Гобино опирался на изучения языка, а Грант — на физическую антропологию. Оба исследователя делили человечество на три основные ярко выраженные расы: европеоидную (с базовым ареалом в Европе, Северной Африке и Западной Азии), негроидную (с базовым ареалом в Центральной и Южной Африке) и монголоидную (с базовым ареалом в Центральной и Восточной Азии). Однако, нордическая теория предусматривала дальнейшее подразделение европеоидной расы на три части: нордическую (обитающую в Скандинавии, северной Германии, Австро-Венгрии, в некоторых частях Англии, Шотландии, Ирландии, Голландии, Фландрии, северной Франции, России и северной Польши, а также в некоторых частях Восточной Европы), альпийскую (чья территория тянулась от Центральной Европы, некоторых частей северной Италии, южной Польши через Балканы / Юго-Западную Европу, центр и юг России, Турцию и доходила до Центральной Азии)) и средиземноморскую (обитавшую на юге Франции, на Иберийском полуострове, в Южной Италии, Греции, Уэльсе, в некоторых частях Англии и Шотландии, Северной Африки и в некоторых частях Среднего Востока и Центральной и Южной Азии).
По мнению Гранта, нордики, вероятно, развивались в таком климате, который «должно быть, налагал на ущербных жесткие ограничения посредством суровой зимы и необходимости в трудолюбии и в предвидении в течение короткого лета для обеспечения себя пищей, одеждой и убежищем на большую часть года. Такие потребности в энергии при их длительном наличии приводят к образованию сильной, жизнеспособной и самодостаточной расы, которая будет неизбежно побеждать в бою те нации, слабые элементы которых не были предварительно вычищены настолько же суровыми условиями окружающей среды» (стр. 170). Грант полагал, что наиболее вероятным регионом формирования «прото-нордического» человека были «леса и равнины Восточной Германии, Польши и России» (стр. 170).
По его гипотезе нордик был «Homo europaeus» или белым человеком в полном смысле этого слова. Во всех местах своего обитания нордик демонстрирует определенные уникальные характеристики, ассоциируемые с высоким ростом, а именно — волнистые темно-русые или белокурые волосы; голубые, серые или светло-карие глаза; светлую кожу; высоко расположенный, узкий и прямой нос; вытянутый череп, а также густую шевелюру и оволосение по мужскому типу". Альпийцев Грант полагал низшей из трех европейских рас, а нордиков — вершиной цивилизационного развития:
«Во всём мире нордики — это раса солдат, моряков, искателей приключений и исследователей, но превыше всего — раса правителей, организаторов и аристократов, ярко контрастирующая с преимущественно крестьянским характером альпийцев. Рыцарство и благородство, как и их пока еще существующие, хотя и сильно ослабленные эквиваленты, являются характерными нордическими чертами, а распространенные среди европейцев феодализм, классовые различия и расовая гордость прослеживаются, по большей части, к их истокам на Севере».
Будучи знакомым с теорией нордической миграции в Средиземноморье, Грант, похоже, отвергает эту теорию, как объяснение высокого уровня развития греко-римской цивилизации:
«Умственные характеристики средиземноморской расы хорошо известны, и эта раса, будучи по своей физической силе слабее как нордиков, так и альпийцев, вероятно превосходит их, в особенности альпийцев, в области интеллектуальных достижений. В области искусства превосходство средиземноморцев над двумя другими европейскими расами является бесспорным».
И всё же, несмотря на признание способностей средиземноморцев к искусству, демонстрируемое вышеприведенной цитатой, далее в книге Грант, в качестве уступки сторонникам теории нордической миграции, отмечает, что подлинные достижения средиземноморцев имели место только благодаря их смешению с нордиками:
«Эта раса дала миру великие цивилизации Египта, Крита, Финикии и Карфагена, Этрурии и Микенской Греции. Она дала нам, смешавшись с нордическим элементом и воодушевившись им, наиболее великолепную из цивилизаций — древнюю Элладу и наиболее долговечную из политических организаций — Римское государство. Теперь трудно сказать, насколько средиземноморская раса вошла в кровь и цивилизацию Рима, однако, традиции Вечного города, его любовь к организованности и закону, его военная эффективность, также как и римские идеалы семейной жизни, верности и правды — все четко указывает на их скорее нордическое, чем средиземноморское происхождение».
Таким образом, Грант производил впечатление тщательного следования научной теории. Критики предупреждали об использовании им порочного круга в доказательстве. В его изложении благоприятные характеристики какого-либо народа — «семейная жизнь, верность и правда» — были представлены как исключительные черты «нордической расы». Таким образом, всякий раз, когда такие черты обнаруживались в какой-либо не-нордической культуре, Грант говорил, что они являлись свидетельством нордического влияния или результата смешения с нордиками, и никогда не подвергал сомнению предположение об исключительно нордическом происхождении этих черт.

## Реакция на книгу и её влияние
Утверждается, что к 1937 году в США было продано 17 000 экземпляров этой книги. В 1920-х годах книга получала положительные рецензии, однако в 1930-х годах популярность Гранта пошла на спад. Одним из тех, кто хорошо принял книгу и поддержал изложенные в ней мысли, был Адольф Гитлер, который лично написал Гранту письмо и поблагодарил его за эту книгу, отозвавшись о ней, как о «моей Библии».
Spiro (2009) приводит пять следующих причин малого количества проданных экземпляров книги:
- Книга была опубликована в то время, когда антинемецкая пропаганда набирала обороты, распространяя изображения насилия над монашками и разбомбленных соборов.
- Излагаемые в книге идеи были антидемократическими и антихристианскими, что не могло быть хорошо принято патриотически настроенной общественностью.
- Утверждение о ведущей роли наследственности в формировании человека противоречило вере в образование, трудолюбие и в возможность добиться всего самостоятельно.
- Во время Первой мировой войны приток иммигрантов в США уменьшился из-за использования кораблей для перевозки военных грузов.
- Издательство отнесло книгу к категории «наука», поэтому у книги не было шансов на широкую популярность[8].

По мнению Гранта, современное ему состояние нордиков было плачевным вследствие их отказа от культурных ценностей, коренящихся в исконном религиозном или суеверном расовом чувстве. Нордики были на грани «расового суицида», обусловленного смешанными браками и низкой рождаемостью сравнительно с качественно худшими расами, которые не упускали возможность воспользоваться таким положением дел. В двадцатых и тридцатых годах прошлого века нордическая расовая теория нашла широкую поддержку среди сторонников движения расовой гигиены в Германии, правда, они обычно использовали термин «ариец» вместо «нордик», хотя главный идеолог нацизма Альфред Розенберг предпочитал названия «арийско-нордический» или «нордически-атлантический» (Nordic-Atlantean). Стивен Гулд назвал книгу «Конец великой расы» наиболее влиятельным трактатом американского научного расизма.
Грант был участником многих антропологических дебатов, оппонируя антропологу Францу Боасу, который пропагандировал культурную антропологию, противопоставляемую «наследственной школе» физической антропологии, сторонником которой был Грант. Боас и его ученики были убежденными противниками расовых понятий и считали, что любое очевидное расовое неравенство обусловлено скорее социальными, чем биологическими факторами.
Грант был сторонником уменьшения иммиграции в США путем ограничения иммиграции из Восточной Азии и Южной Европы. Он также пропагандировал очищение населения страны посредством селекции. С 1922 года и до своей смерти Грант являлся Вице-президентом Лиги за ограничение иммиграции. Будучи привлеченным в качестве эксперта по мировым расовым данным (expert on world racial data), Грант подготовил статистику, использованную при принятии Закона об ограничении иммиграции от 1924 года, установившего иммиграционные квоты для некоторых европейских стран. Уже после принятия этого закона Грант не скрывал раздражения по поводу того, что ежегодно небольшое количество не-нордиков все же получало право на въезд в США. Также Грант содействовал принятию и исполнению нескольких законов, направленных против смешанных браков, в частности Закона штата Вирджиния о расовой чистоте от 1924 года, которым Грант хотел кодифицировать собственную версию «правила одной капли крови».
Грант стал частью американской массовой культуры двадцатых годов прошлого века. Ф. Скотт Фитцджеральд в слегка закамуфлированном виде упомянул его в своем «Великом Гэтсби» — в «этом Годдарде», написавшем книгу «Возвышение цветных империй», которую читал Томас Бьюкенен, легко угадывается собирательная аллюзия на Гранта и его коллегу Лотропа Стоддарда. Грант был автором предисловия к книге Стоддарда «Волна цветных, поднимающаяся против господства белых над миром» (The Rising Tide of Color Against White World-Supremacy). Созданный Фитцджеральдм персонаж говорит об этой книге так: «Ее следует прочитать каждому. В ней говорится о том, что если мы не будем начеку, то белая раса… ее просто захлестнет и потопит. Это научное исследование, там все доказано».
Возможно, что подзаголовок книги Э. Хемингуэя «Вешние воды. Романтический роман в честь конца одной великой расы.» также является аллюзией на книгу Гранта. Роман «Вешние воды» был пародией на современных Хемингуэю писателей, которых он саркастически назвал «великой расой».
В 1930-х годах американская публика отвернулась от идей Гранта, его книга больше не продавалась, и его сторонники покинули его. Однако в Европе в те годы нордическая теория была принята, причем не только нацистами. Книга Гранта, как и книги данного жанра вообще, пользовались спросом в Германии, хотя сторонники евгеники все больше ориентировались на идеологию нацизма, под эгидой которой Г. Гиммлером была создана организация «Лебенсборн», призванная сохранить типичный нордический генофонд, характеризующийся такими фенотипическими проявлениями, как светлые волосы и голубые глаза.